# Brendan O'Brien (musicien)
Pour les articles homonymes, voir Brendan O'Brien et O'Brien.
Brendan O'Brien, né le 30 juin 1960 à Atlanta, en Géorgie, est un producteur de musique, ingénieur du son et mixeur audio américain.

## Albums produits
- Call of the Wild - The Swinging Richards (1985)
- Doug - The Coolies (1988)
- You - Uncle Green (1990)
- The Big House of Time - Anne Richmond Boston (1990)
- Undertown - Right as Rain (1990)
- What an Experiment His Head Was - Uncle Green (1991)
- Love Songs for the Hearing Impaired - Dan Baird (1991)
- Stop! Look & Listen - Right as Rain (1991)
- Follow for Now - Follow for Now (1991)
- Johnny Law - Johnny Law (1991)
- Down Fall the Good Guys - Wolfsbane (1991)
- Core - Stone Temple Pilots (1992)
- Book of Bad Thoughts - Uncle Green (1992)
- Jackyl - Jackyl (1992)
- Let It Rock: The Best of the Georgia Satellites - The Georgia Satellites (1993)
- Vs. - Pearl Jam (1993)
- Dynamite Monster Boogie Concert - Raging Slab (1993)
- Bob Dylan's Greatest Hits Volume 3 - Bob Dylan (1993)
- Dogman - King's X (1994)
- Necktie Second - Pete Droge (1994)
- Purple - Stone Temple Pilots (1994)
- Vulture - 3 lb. thrill (1994)
- Vitalogy - Pearl Jam (1994)
- 100% Fun - Matthew Sweet (1995)
- Vulture - 3 lb. Thrill (1995)
- Deadly Nightshade - The Deadly Nightshades (1995)
- Mirror Ball - Neil Young with Pearl Jam (1995)
- Point - Ernie Dale (1995)
- Unshaven: Live at Smith's Olde Bar - Billy Joe Shaver (1995)
- Buffalo Nickel - Dan Baird (1996)
- Eventually - Paul Westerberg (1996)
- Evil Empire - Rage Against the Machine (1996)
- Find a Door - Pete Droge and the Sinners (1996)
- No Code - Pearl Jam (1996)
- Tiny Music... Songs from the Vatican Gift Shop - Stone Temple Pilots (1996)
- Blue Sky on Mars - Matthew Sweet (1997)
- Resigned - Michael Penn (1997)
- Spacey & Shakin' - Pete Droge (1997)
- Yield - Pearl Jam (1998)
- Dangerman - Dangerman (1998)
- No. 4 - Stone Temple Pilots (1999)
- Issues - KoЯn (1999)
- The Battle of Los Angeles - Rage Against the Machine (1999)
- Bachelor No.2 - Aimee Mann (2000)
- Conspiracy of One - The Offspring (2000)
- Shangri-La Dee Da - Stone Temple Pilots (2001)
- Drops of Jupiter - Train (2001)
- Tragic Show - Brand New Immortals (2001)
- Waste of Skin - Spike 1000 (2001)
- The Flying Tigers - Flying Tigers (2002)
- Future Shock - Sinisstar (2002)
- Jinx - Quarashi (2002)
- Great Ocean Road - Ether (2002)
- lovehatetragedy - Papa Roach (2002)
- The Rising - Bruce Springsteen (2002)
- Flooze - Your Name Here... (2002)
- My Private Nation - Train (2003)
- Splinter - The Offspring (2003)
- The Thorns - The Thorns (2003)
- A Crow Left of the Murder - Incubus (2004)
- Alive at Red Rocks (en) - Incubus (2004)
- Drive - Graham Colton Band (2004)
- Welcome to the North - The Music (2004)
- Devils and Dust - Bruce Springsteen (2005)
- Rebel, Sweetheart - The Wallflowers (2005)
- All the Stars and Boulevards - Augustana (2005)
- Shine - Trey Anastasio (2005)
- For Me, It's You - Train (2006)
- Revelations - Audioslave (2006)
- Light Grenades - Incubus (2006)
- One Man Revolution - The Nightwatchman (2007)
- The Sun and the Moon - The Bravery (2007)
- Libertad - Velvet Revolver (2007)
- Magic - Bruce Springsteen (2007)
- The Fabled City - Tom Morello: The Nightwatchman (2008)
- Sweat It Out - The Pink Spiders (2008)
- No Regrets - Set It Off (2008)
- Black Ice - AC/DC  (2008)
- Working on a Dream - Bruce Springsteen (2009)
- Monuments and Melodies -  Incubus (2009)
- Crack the Skye - Mastodon (2009)
- Billy Talent III - Billy Talent (2009)
- Killswitch Engage - Killswitch Engage (2009)[1]
- Backspacer - Pearl Jam (2009)[2]
- TBA - Aerosmith (2009)[3]
- TBA - My Chemical Romance (2009) [4]
- My Days- Bruce Springsteen (2011)
- Rock or Bust - AC/DC  (2014)
- Emperor of Sand - Mastodon (2017)
- Power Up - AC/DC (2020)

## Albums mixés
- Rhino Bucket - Rhino Bucket (1991)
- Blood Sugar Sex Magik - Red Hot Chili Peppers (with Rick Rubin) (1991)
- Hollywood Town Hall - The Jayhawks (1992)
- Jackyl - Jackyl (1992)
- Biko - Wakafrica - Manu Dibango (1992)
- Get a Grip - Aerosmith (1993)
- 14 Songs - Paul Westerberg (1993)
- Shame - Brad (1993)
- Superunknown - Soundgarden (1994)
- No Code - Pearl Jam (1996)
- Interiors - Brad (1997)
- Follow the Leader - Korn (1998)
- Fallout - The Mayfield Four (1998)
- Yield - Pearl Jam (1998)
- Significant Other - Limp Bizkit (1999)
- Chocolate Starfish and the Hot Dog Flavored Water - Limp Bizkit (2000)
- No Name Face - Lifehouse (2000)
- Spiritual Machines - Our Lady Peace (2000)
- Binaural - Pearl Jam (2000)
- An Education in Rebellion - The Union Underground (2000)
- Trust No One - Dave Navarro (2001)
- Riot Act - Pearl Jam (2002)
- Stanley Climbfall - Lifehouse (2002)
- Lost Dogs - Pearl Jam (2003)
- Results May Vary - Limp Bizkit (2003)
- truANT - Alien Ant Farm (2003)
- Vulture Street - Powderfinger (2003)
- rearviewmirror (Greatest Hits 1991–2003) - Pearl Jam (2004)
- Wire - Third Day (2004)
- All the Stars and Boulevards - Augustana (2005)
- Out of Exile - Audioslave (2005)
- A Crow Left of the Murder - Incubus (2004)
- Light Grenades - Incubus (2006)
- White Noise - The Living End (2008)
- Working on a Dream - Bruce Springsteen (2009)
- Backspacer - Pearl Jam (2009)
- Emperor of Sand - Mastodon (2017)

## En tant que ingénieur du son
- In the Spirit of Things - Kansas (1988)
- Theme from Venus - Love Tractor (1989)
- Danzig II: Lucifuge - Danzig (1990)
- Shake Your Money Maker - The Black Crowes (1990)
- Blood Sugar Sex Magik - Red Hot Chili Peppers (1991)
- Nobody Said It Was Easy - The Four Horsemen  (1991)
- Hollywood Town Hall - The Jayhawks (1992)
- The Southern Harmony and Musical Companion - The Black Crowes (1992)

## DVD mixés
- Single Video Theory - Pearl Jam (1998)
- Midnight Moon - Train (2001)
- Alive at Red Rocks - Incubus (2004)
- Live In Cuba - Audioslave (2005)